# Judenchristen
Als Judenchristen werden antike Juden bezeichnet, die an Jesus von Nazaret als den menschlichen jüdischen Maschiach glaubten. Bis etwa 100 n. Chr. stellten Judenchristen die Mehrheit des Urchristentums, deren Nachkommen bis 400 n. Chr. zu christlichen Minderheiten mit judaisierenden Tendenzen wurden. Später werden einzelne  aus dem Judentum zum Christentum konvertierte getaufte Juden so bezeichnet, die sich zum Glauben an Christus als den göttlichen christlichen Messias bekannten.
Eine kontinuierliche judenchristliche Tradition gibt es weder im Judentum noch im Christentum. Im Gegensatz zu Kryptojuden, die aufgrund religiöser Verfolgung und Unterdrückung nicht mehr frei ihre jüdische Religion praktizierten, traten Judenchristen aus Überzeugung zum Christentum über. Christen nichtjüdischer Herkunft werden demgegenüber Heidenchristen genannt. Sie stellten in einigen von Paulus von Tarsus ab etwa 50 gegründeten Gemeinden die Mehrheit.
Zu den modernen Messianischen Juden gibt es keine historische Verbindung.

## Urchristentum

### Selbstverständnis
Nach dem Tod Jesu von Nazaret bildete sich das Urchristentum als eine innerjüdische Sondergruppe, die sich als Teil des Judentums verstand und von damaligen Pharisäern nicht ausgegrenzt, sondern gegenüber den Sadduzäern verteidigt wurde.
Alle frühen Nachfolger Jesu, fast alle Autoren des Neuen Testaments (NT) und die meisten Urchristen im 1. Jahrhundert waren jüdischer Herkunft, also Judenchristen.
Die Apostelgeschichte erzählt, dass die Jerusalemer Urgemeinde jüdische Vorschriften wie den Tempelbesuch (Apg 2,46; 3,1) auch nach Jesu Tod befolgte und dort Opfer darbrachte (Apg 21,26). Sie hielt wie Simon Petrus (Apg 10,14) und Jakobus der Gerechte (Apg 15,20f) auch jüdische Speisegesetze, den Schabbat und die Beschneidung ein.
Diese Urchristen unterschieden sich mit der Taufe, dem gemeinsamen Abendmahl Jesu, eigenen Hausgottesdiensten, der Gütergemeinschaft und der Betonung ihres Glaubens an das unmittelbar bevorstehende Endgericht von anderen Juden. Sie verkündeten ihre Lehre anfangs ausschließlich für Juden und Vertriebene des Hauses Israels. Dabei beriefen sie sich auf überlieferte Jesusworte wie Mt 15,24  und 10,5ff. :

„Ich bin nur gesandt zu den verlorenen Schafen des Hauses Israel.“

„Geht nicht zu den Heiden und betretet keine Stadt der Samariter, sondern geht zu den verlorenen Schafen des Hauses Israel.“

Zuerst wurden demnach in der Provinz Judäa lebende Mitjuden für die Nachfolge Jesu geworben. Dabei spielte auch die Verheißung Jes 49,6  eine Rolle, auf die Jesus nach Mt 5,17  Bezug nahm: Das erwählte Volk Israel sei durch seine vorbildliche Erfüllung der Tora zum „Licht der Völker“ bestimmt.
Demgemäß konzentrierten sich die urchristlichen Missionare auf die jüdischen Glaubensgenossen und Proselyten. Vereinzelte Taufen und vollgültige Konversionen von Nichtjuden mit Beschneidung zum Judentum wurden als große Ausnahme besonders gewürdigt (Apg 10).

### Erste Konflikte
Die Apostelgeschichte, die Paulusbriefe, der Jakobusbrief und andere neutestamentliche Texte zeigen, dass in manchen urchristlichen Gemeinden Konflikte um die Heidenmission und die Weitergeltung der Tora für getaufte Heiden ohne Beschneidung und vollgültige Konversionen zum Judentum auftraten (Apg 6,1 ; 10,45 ; 11,3 ). Dabei standen sich zunächst zwei Gruppen gegenüber:
- Die Leiter der Urgemeinde betonten schon durch ihre Zwölfzahl die unauflösbare Verflochtenheit der Urchristen im Judentum. Jakobus, der älteste Bruder Jesu, Simon Petrus und Johannes hatten die Führungsrolle als Missionare und verwalteten Spenden aus anderen Gemeinden, gaben allerdings schon Teilbefugnisse für deren Versorgung ab (Apg 6,1–6 LUT). In der Regel wurden Neugetaufte nicht von den jüdischen Gesetzen entbunden, sondern sollten sich beschneiden lassen (Apg 15,1 LUT), nicht zuletzt um die Stellung der Judenchristen im Zugriffsbereich der Sadduzäer in Jerusalem nicht zu gefährden.[4]

- Andere Juden mit griechischen Namen dagegen, die sogenannten hellenistischen Judenchristen, begannen die Mission unter den „Gottesfürchtigen“ in der jüdischen Diaspora. Einer von ihnen war Stephanus, der erste christliche Märtyrer. Seine tempel- und gesetzeskritische Missionspredigt (Apg 7 LUT) und der Zulauf, den er gewann, lösten offenbar einen ersten Konflikt mit dem Sanhedrin aus, der ihn nach einem Religionsprozess zum Tod verurteilt haben soll. Bei seiner Steinigung soll der Pharisäer Paulus von Tarsus beteiligt gewesen sein (Apg 8,1 LUT).

### Die paulinische Mission
Paulus war es dann vor allem, der nach seiner Bekehrung zum Urchristentum (Damaskuserlebnis) vorwiegend Nichtjuden missionierte und diesen die Beschneidung, die Reinheits- und Speisegebote und den Schabbat erließ bzw. freistellte (Apg 13,36 ; Gal 5,6 ). Er gründete etwa zehn Jahre lang eigene heidenchristliche Gemeinden. Doch auch er erkannte die Jerusalemer Apostel als Autoritäten an, rief zu Spenden für sie auf (Röm 15,25f ) und suchte schließlich ihre Legitimation für seine Völkermission (Gal 2,2 ).
Auf einem Apostelkonzil in Jerusalem (um 48) versuchten beide Seiten sich zu einigen. Lukas (Apg 15,29 ) behauptet, man habe den Nichtjuden ein Minimum an Speise- und Reinheitsgeboten (die „Jakobusklauseln“) anempfohlen, während Paulus (Gal 2,6 ) die völlige Freigabe von der Tora betont. Letztlich setzte sich wohl Paulus damit durch, dass den nichtjüdischen Christen nichts auferlegt werden dürfe.
Diese paulinische Theologie leitete die Trennung des Christentums vom Judentum ein. Dort gewann nach 70 die Richtung der Pharisäer (Rabbiner) eine Führungsrolle.

### Abgrenzung von christlicher Seite
Nachdem die Einhaltung jüdischer Vorschriften nicht mehr Voraussetzung christlicher Lebensweise war, dominierten zunehmend Heidenchristen die christlichen Gemeinden. Das Imitieren jüdischen Verhaltens durch Heiden – also die nachträgliche Beschneidung, die zum Halten aller Toragebote verpflichtete – lehnten Paulus und seine Schüler als unvereinbar mit dem Evangelium ab. Paulus belegte konkurrierende Prediger, die genau dies von den Christen seiner Gemeinden forderten, mit dem ersten Anathema der Kirchengeschichte (Gal 1,8 ). Aber er empfahl den von der Tora befreiten Christen auch die souveräne Einhaltung der jüdischen Speisegesetze um der Liebe willen, um ihre jüdischen Brüder nicht zu provozieren und die Gemeinde nicht zu spalten (Röm 14,21 ).
Teile der Ignatiusbriefe an die Magnesier (8–10) und Philipper (3–4,6,8) weisen darauf hin, dass jüdische Traditionen innerhalb des Christentums um 110 fortbestanden. Ignatius von Antiochien lehnte diese streng ab und beurteilte sie als Abfall vom wahren Christentum.
Im Barnabasbrief (1. oder frühes 2. Jahrhundert) wird die gesamte jüdische Heilgeschichte als überholt heruntergespielt, so dass man eigentlich entweder nur Jude oder Christ sein kann. Hier begegnet die Substitutionstheologie, wonach die Christenheit das „wahre Israel“ gegenüber dem endgültig „verworfenen“ Volk Israel sei. Der christologische Glaubenssatz … und ist in keinem anderen Heil wird exklusiv auf die Kirche bezogen; nur durch die Taufe kann ein Jude daher das ewige Heil erlangen. Dies repräsentiert die Kontinuität des christlichen Antijudaismus.
Noch bei Justin (Dialog mit dem Juden Tryphon, 2. Jahrhundert) erkennt man die Haltung, dass sich Judenchristen zwar selber nach jüdischem Gesetz verhalten dürfen, aber niemanden dazu auffordern dürfen, es ihnen gleichzutun. Er macht dabei aber auch deutlich, dass nicht alle seine christlichen Zeitgenossen so tolerant sind.

### Abgrenzung von jüdischer Seite
Schon seit der Judenverfolgung durch die Diadochen galten die jüdischen Gesetze, die Einhaltung des Schabbat, die Beschneidung und der Tempelkult als identitätsstiftend für die jüdische Gemeinschaft. Dass gerade diese vom Christentum suspendiert wurden, wurde als Irrlehre aufgefasst und verfolgt. Dabei gerieten vor allem Judenchristen ins Fadenkreuz, da diese als Abtrünnige des Glaubens und Verräter des Volkes Israel betrachtet wurden.
Nach der Eroberung Jerusalems und der Zerstörung des Tempels 70 n. Chr. verlor die tempelorientierte Richtung der Sadduzäer zu Gunsten der rabbinischen Pharisäer ihre Führungsrolle. Obwohl es die sogenannte Synode von Jabne nach heutigem Forschungsstand nicht gegeben hat, gelang es den zwischen 70 und 132 in dieser Stadt lebenden Gelehrten, der vorher am Jerusalemer Tempel orientierten Religionsgemeinschaft mit Priestern und Opferungen eine neue Richtung zu geben. Die Rabbiner sahen eine strenge, aber flexible und realitätsgerechte Befolgung der jüdischen Tora, wie sie in der mündlichen Halacha ausgelegt und später im Talmud fixiert wurde, als maßgeblich für das Judentum. Dabei wurde der Tora-Auslegung des Hillel gegenüber der des Schammai der Vorzug gegeben, so dass die Lehren des Talmud Jesu Tora-Auslegung in vielem sehr nahe standen (z. B. Gleichrangigkeit von Gottes- und Nächstenliebe, Schabbatbruch bei Lebensgefahr, Armenfürsorge).
Die Christen, von denen vor allem die Hellenisten Tempelkritik geäußert hatten, wurden jedoch als messianische Gruppe indirekt für mitschuldig am Ende des Tempels gehalten, zumal sie dieses Ereignis als Gericht Gottes über Israel wegen der Hinrichtung Jesu interpretierten. So wurden sie – zusammen mit anderen jüdischen Sekten – um 100 mit einem Zusatz im Achtzehnbittengebet als „Ketzer“ vom Judentum ausgeschlossen.
Die Urgemeinde hatte schon kurz vor der Zerstörung des Tempels durch die Römer im Jahre 70 Jerusalem verlassen und war zu großen Teilen ins Ostjordanland umgesiedelt. Sie büßte damit jäh ihre Vorrangstellung im Christentum ein und verlor sie schließlich an die Gemeinde in Rom.
Als Kaiser Vespasian nun allen Juden verbot, sich in Jerusalem anzusiedeln, verlor das Judentum vollends sein bisheriges religiöses Zentrum. Damit wurde eine gemeinsame Glaubenstradition für die verbannten Juden umso wichtiger, um ihre Identität zu bewahren und das Aufgehen in den Völkern zu verhindern.
Eine neue Phase kam nach dem gescheiterten Bar-Kochba-Aufstand im Jahre 135. Da die Christen auch hier die Waffengemeinschaft mit den jüdischen Kämpfern ablehnten, wurden sie selbst von diesen angegriffen. Die christliche Lehre von der Trinität war zu dieser Zeit noch nicht ausformuliert und stand nicht im Zentrum der gegenseitigen Abgrenzung von Juden und Christen. Aber die Mischna als Vorform des Talmud reagierte bereits auf die Evangelien, indem sie die Jungfrauengeburt der Maria und damit Jesu Gottessohnschaft bestritt und seine Verkündigung als Falschprophetie, Götzendienst und Verführung des Volkes zu falschen Göttern deutete.

## Judaisierende Christen im 2. Jahrhundert
Mit dem Niedergang der Jerusalemer Urgemeinde und durch die gegenseitige Abgrenzung trat ein Judenchristentum als selbständige Größe kaum noch in Erscheinung. Die Judenchristen waren nicht mehr die maßgebende Mehrheit, sondern eine unbedeutende und theologisch abgewertete Minderheit. Verstreute Gruppen versuchten aber noch an den verschiedensten Elementen des Judentums gegen die heidenchristliche Mehrheit festzuhalten (siehe Judaisierer). Sie lehnten die von Paulus geprägte gesetzesfreie Heidenmission ab und verlangten von nichtjüdischen Christen die Einhaltung verschiedener jüdischer Tora-Vorschriften. Diese Gruppen betrachteten Paulus als „Ketzer“ und führten sich selbst auf Petrus oder den Herrenbruder Jakobus zurück. Sie beschrieben das Ergebnis des Apostelkonzils also gegenläufig zu den Briefen der Paulusschule.
Ab etwa 100 n. Chr. bezeichneten heidenchristliche Theologen diese judaisierenden Gruppen als „Juden“, um sie auszugrenzen. Deren theologische und praktische Positionen galten den kirchlichen Theologen nun als Irrlehren (Häresien), die es zu bekämpfen galt. Die Kirchenväter, die die großkirchliche Lehre maßgeblich formulierten, gaben ihnen Namen wie Ebioniten (Ebionäer), Elkesaiten, Hebräer, Nazoräer oder Nazarener. Sie schrieben ihnen eigene Schriften zu, die weithin verschollen sind. Die großen Ketzerstreiter Hegesippus, Eusebius von Caesarea und Irenäus von Lyon erwähnen:
- ein Nazoräer-Evangelium: Dieses wird heute meist als aramäische Übersetzung des Matthäusevangeliums, also nicht als häretisch angesehen.
- ein Ebionäer-Evangelium: Auch dieses war wohl eine griechische Variante des Matthäusevangeliums, die aber die Geburtsgeschichten (Mt 1–2) wegließ. Grund dafür könnte ein Bestreiten der schon zum Dogma gewordenen Jungfrauengeburt sein. Die Ebionäer waren es, die laut Eusebius der Urgemeinde 62 Exil in Pella (Jordanien) boten und sie vor dem Untergang im jüdischen Aufstand retteten. Sie weisen auf die Existenz judenchristlicher Gemeinden im Ostjordanland und in Syrien hin.
- ein Hebräer-Evangelium: Dieses war ebenfalls griechisch verfasst, nannte den Heiligen Geist „Mutter Jesu“ und beschrieb seine Taufe als Entrückung (vgl. Mk 9,2). Es könnte auf ägyptische Judenchristen verweisen, die aramäisierendes Griechisch sprachen: Gottes Geist ist auf Aramäisch und Hebräisch (ruach Elohim) weiblich.

Von diesen Originalquellen existieren nur Fragmente und indirekte Zitate, vor allem im Dialog mit dem Juden Tryphon von Justin und in den Kerygmata Petrou der Pseudo-Klementinen.
Bedingte Rückschlüsse auf diese Gruppen erlauben neutestamentliche Schriften, deren Autoren eine betont judenchristliche Theologie gegenüber Paulus vertraten, allen voran der Jakobusbrief, auf andere Weise auch die Offenbarung des Johannes.
Seit Ferdinand Christian Baur (1792–1860) verwenden christliche Kirchen- und Dogmengeschichtler den Begriff „Judenchristentum“ oft unterschiedslos für alle diese Gruppen, um sie im Anschluss an Irenäus vom Heidenchristentum abzusetzen. Ihre Herkunft, Größe und ihr Einfluss auf die gesamtkirchliche Entwicklung sind in der historischen Forschung stark umstritten.

## Spätantike und Mittelalter
In der Spätantike waren mit Beginn des 4. Jahrhunderts all jene Gruppen aus der Kirche ausgeschlossen und existierten allenfalls noch als Sekten in Randbezirken des Römischen Reichs. Die Erhebung des Christentums zu dessen Staatsreligion (380) vollendete die Trennung nicht nur vom Judentum, sondern auch von judenchristlicher Theologie im Christentum. Von nun an waren Juden, die sich taufen ließen – anfangs die maßgebende Mehrheit – eine seltene Ausnahme. „Judenchristen“ hießen nun nur noch einzelne Juden, die mit der Taufe ihr Judentum vollständig aufgeben mussten. Von ihnen wurde die innere und äußere Abkehr vom Judentum erwartet und/oder erzwungen.
Da die Kirche sich durchgehend als das siegreiche „wahre Israel“ gegenüber der unterlegenen „Satanssynagoge“ verstand, nahm ihre Judenmission bald den Charakter einer systematischen Judenverfolgung an: In Spanien kam es unter den Westgoten im 7. Jahrhundert massenhaft zu Zwangstaufen, dann auch zu Pogromen, besonders während der Reconquista vom 12. bis 15. Jahrhundert.
Getaufte Juden – in Spanien von den anderen Christen marranos (Schweine) genannt – hielten häufig trotzdem heimlich an ihren Traditionen fest oder wurden zu den eifrigsten Verfechtern der Judenmission. Sie blieben so oder so meist Außenseiter in der Kirche und waren besonderem Misstrauen unter ihren Mitchristen ausgesetzt. Sehr selten gab es dennoch Juden, die wohl aus echter Überzeugung Christen wurden: z. B. die Erzbischöfe Julian von Toledo († 690) oder Paulus von Burgos (1351–1435).

## Neuzeit
Martin Luthers Judenhass trug im Gefolge der Reformation in der Neuzeit in den protestantischen Territorien eher zu einer Rückwendung des Judentums zum Talmud oder zur mystischen Kabbala bei. Doch gab es nun Judenchristen, die sich die Bekehrung der Juden zur besonderen Aufgabe machten und dazu vor allem die Sprachbarrieren zu überwinden suchten. Dazu übersetzte z. B. Immanuel Tremellius (1510–1580) an der Universität Heidelberg Johannes Calvins ersten Genfer Katechismus „Instruction et Confession de Foy dont on use en l’Eglise de Genève“ von 1536 ins Hebräische.
Im Gefolge der Aufklärung übten dann gerade manche Judenchristen großen Einfluss auf den orthodoxen Protestantismus ihrer Länder aus: z. B. Isaäc da Costa (1798–1860) und Abraham Capadose (1795–1874) auf den Calvinismus in den Niederlanden, August Neander (1789–1850) und Friedrich Adolf Philippi (1809–1882) in Deutschland sowie Carl Paul Caspari (1814–1892) in Norwegen auf das Luthertum.
In der entstehenden deutschen Diakonie spielte Regine Jolberg (1800–1870), bei den Anglikanern der erste evangelische Bischof in Jerusalem, Michael Salomo Alexander (1799–1845), im Katholizismus z. B. Johann Emanuel Veith (1787–1876) und Edith Stein (1891–1942) eine hervorragende Rolle. Diese Einzelfälle änderten aber nichts an der gesellschaftlichen Ausgrenzung der Juden und Judenchristen in den kirchlich geprägten Gesellschaften Europas.
Nun entstanden jedoch in Westeuropa vereinzelt Zusammenschlüsse von getauften Juden, die Judenmission und jüdische Emanzipation in christlich dominierten Gesellschaften als ihre besondere Aufgabe ansahen:
- 1770 entstand analog zu den Freimaurern eine Art Loge von Judenchristen in Amsterdam.
- Die Herrnhuter Brüdergemeine plante einen judenchristlichen Ableger, zu dem es aber nicht kam.
- In der Russisch-Orthodoxen Kirche bildete sich eine Gruppe von „Judaisierenden“ als Sekte.
- In Polen trat seit 1755 der Judenchrist Jakob Joseph Frank (1726–1791) als Messias auf und scharte die „Frankisten“ um sich, um das am Talmud orientierte Ostjudentum zu bekämpfen.
- Jechiel Lichtenstein (1831–1912) gründete in Rumänien als Anhänger des Chassidismus einen Kreis von Juden, die das Neue Testament studierten und sich als Mitglieder der Urgemeinde Jesu ansahen, ohne einer Kirche beizutreten.
- Joseph Rabinowitz (1837–1899) gründete in Kischinew unter dem Eindruck der dortigen Pogrome 1884 eine „Gemeinschaft von Israeliten des Neuen Bundes“. Sie war als unabhängiges Sammelbecken zum Schutz in Osteuropa verfolgter Juden gedacht, hielt Sabbat und Beschneidung ein und feierte das Abendmahl als Passahmahl. Er erreichte jedoch keine behördliche Anerkennung, so dass die Bewegung nach seinem Tod zerfiel und nur in Resten bis 1939 fortbestand.
- Christian Theophilus Lucky (eigentlich Chajim Jedidjah Pollak; 1854–1916) versuchte Ähnliches in Galizien: Seine Gruppe hielt sich an die talmudischen Speisegebote, um Juden für Jesus zu gewinnen, und pflegte zugleich Kontakte zu Christen. Er gewann Freunde unter ihnen, unter anderen den evangelischen Pastor August Wiegand, aber nicht die gewünschte staatliche Anerkennung als gleichberechtigte Religionsgemeinschaft.
- Seit dem späten 19. Jahrhundert entstanden Gemeinschaften von Christen jüdischer Herkunft, die Elemente jüdischer Religion bewahrten und im Kontakt mit dem Judentum weiterpflegen. Einige davon nennen sich Messianische Juden.

Neben solchen Einzelinitiativen gab es auch Anläufe zu einer konfessionsübergreifenden Organisierung von Judenchristen:
- In London gründete sich 1813 der Verein der „Söhne Abrahams“ aus getauften Juden, die Mitglieder ihrer Freikirchen blieben, aber sowohl das noch unbekehrte Israel missionieren als auch die Kirchen reformieren wollten.
- Daraus ging 1925 die Gründung der International Hebrew Christian Alliance (IHCA) hervor. Auf ihrer 5. Tagung 1937 in Budapest lehnte die Mehrheit eine eigenständige judenchristliche Kirche ab. In der Folge bildeten sich nationale Ableger in den meisten europäischen Staaten, den USA, Israel, Südafrika und Australien. Sie versuchten Judenchristen in Deutschland 1939–1945 zur Ausreise zu verhelfen. Heute bilden sie Missionare aus und bemühen sich um Verständnis für besondere Belange der Judenchristen, besonders in Israel und der Ökumene.
- 1947 Gründung der Judenchristlichen Gemeinde (JCG) and Jewish Christian Congregation (JCC)[7] in London, Deutschland und Israel (Jerusalem, Haifa, Tel Aviv und Petach-Tikwa). Herausgabe des Blattes: Die Judenchristliche Gemeinde und Jerusalem (Englisch) durch Abram Poljak.[8]

## Zeit des Nationalsozialismus
Eine eigenständige judenchristliche Tradition war schon im Mittelalter nicht mehr gegeben; neue Anläufe seit der Neuzeit unterbrach der Holocaust in der Zeit des Nationalsozialismus nachhaltig. Die Gleichschaltungspolitik des Nazi-Regimes bereitete ihn vor und betraf auch die Organisationen der Kirchen. Der vom Staat 1934 verlangte „Ariernachweis“ betraf alle, auch getaufte Juden. Sie galten wegen der Nürnberger Rassegesetze 1935 weiter nach ihrer Herkunft als „Volljuden“ und kamen später in die Vernichtungslager. Nichtjüdische Ehepartner und Kinder wurden ebenfalls entrechtet, jedoch vor der Vernichtung bewahrt.
Der Arierparagraph stellte besonders die Deutsche Evangelische Kirche vor eine Zerreißprobe. Die Deutschen Christen wollten den „jüdischen Einfluss“ auf das Christentum insgesamt beseitigen und dazu Christen jüdischer Herkunft in eine „judenchristliche Kirche“ minderen Rechts abdrängen. Die von ihnen geführten Landeskirchen in Thüringen, Sachsen, Mecklenburg, Anhalt und Lübeck schlossen Christen jüdischer Abstammung seit 1939 aus und verboten Judentaufen.
Dagegen entstand 1934 die Bekennende Kirche, die illegal Pfarrer ausbildete und versuchte, Judenchristen seit 1938 mit ihrem Büro Grüber teilweise illegal entweder zu Nebenstellen oder zur Ausreise zu verhelfen. Auf katholischer Seite tat dies der deutsche Caritasverband unter Gertrud Luckner. Solche Hilfsversuche blieben auf den innerkirchlichen Bereich begrenzt. Widerstand gegen die rassistische Gesetzgebung und staatliche Verfolgung der Juden gab es seitens der Kirchen kaum. Ab Herbst 1941 mussten Christen jüdischer Herkunft im evangelischen Gottesdienst den Gelben Stern tragen. Auch „bekennende“ Christen protestierten nur vereinzelt gegen die antijüdischen Gewaltmaßnahmen des Staates, die Konzentrationslager, die Nürnberger Rassengesetze oder die „Reichskristallnacht“.
Als Symbol für das Schicksal der Judenchristen steht die 1922 katholisch getaufte Philosophin und spätere Nonne Edith Stein. 1938 zog sie aus Vorsicht in die Niederlande, wurde dort aber 1942 doch noch von den Nationalsozialisten gefasst und in Auschwitz umgebracht.
Opfer des Holocaust wurden zum Beispiel die vor 1933 evangelisch-lutherischen Christen jüdischer Herkunft Elisabeth Braun, Hans Leipelt und Werner Sylten aus Bayern. Sie halfen anderen Judenchristen, bevor sie ermordet wurden oder umkamen. Elisabeth Braun vererbte ihr Haus der evangelisch-lutherischen Kirche Bayerns, deren Bischof Hans Meiser ihre Bittbriefe missachtet hatte. Hans Leipelt wurde nach dem Verteilen des letzten Flugblatts der Weißen Rose verhaftet und hingerichtet. Werner Sylten starb im KZ Dachau.
Als Paulusbund firmierte von 1936 bis 1937 ein von 1933 bis 1939 bestehender Hilfsverein katholischer und evangelischer Christen jüdischer Abstammung mit Ortsgruppen im gesamten Reichsgebiet.

## Seit 1945
In der Nachkriegszeit leistete vor allem die First Hebrew Christian Synagogue des Rabbiners Arthur Michelson (Los Angeles, USA) den notleidenden Judenchristen Europas vielfältige Hilfe.
Die ersten deutschen kirchlichen Schuldbekenntnisse schwiegen über den Judenmord und setzten die alte Enterbungslehre fort. Erst ganz allmählich setzte ein theologisches Umdenken auf breiter Front ein; maßgeblich dazu beigetragen hat die Christlich-Jüdische Zusammenarbeit, besonders seit etwa 1965. Daraus hat sich eine neue Hinwendung zu jüdischen Traditionen ergeben, die auf das Selbstverständnis des Christentums in vielfältiger Weise eingewirkt hat.
Die „Verwerfung“ Israels als des Volkes Gottes gilt heute in vielen Teilkirchen als Irrlehre. Damit geht auch das bessere Verständnis der judenchristlichen Traditionen im Neuen Testament einher. So sieht ein wachsender Teil der Neutestamentler und systematischen Theologen in Deutschland heute diese Traditionen nicht nur als historischen Ursprung, sondern auch als bleibende normative Orientierung für die ganze Kirche an. Da im Zentrum des christlichen Glaubens ein Jude steht, der sein Volk zuerst gerettet und so auch den Völkern Heil eröffnet hat, müssten alle Christen sich als „Judenchristen“ verstehen. Von der Einsicht dieses „ungekündigten Bundes“ (Martin Buber) her wird heute auch die Judenmission teils kompromisslos abgelehnt, teils modifiziert.
Von Judenchristen im traditionellen Sinn – Christen jüdischer Herkunft in der frühen Kirche bzw. zum Christentum übergetretenen einzelnen Juden – sind die „Messianischen Juden“ (hebräisch Meschichijim) zu unterscheiden: Hier handelt es sich um heterogene Gemeinschaften von Juden, die Jesus Christus als den Messias Israels anerkennen und zugleich ihre jüdische Tradition beibehalten. Ihre Vorläufer sind jene Gruppen, die im 19. Jahrhundert vor allem unter russischen oder polnischen Juden entstanden sind und Talmud-Vorschriften bewahrten.
Schon 1935 gründete Abram Poljak (1900–1963) die „Judenchristliche Union“ in Jerusalem, die sich 1950 erfolglos als „Union der Messianischen Juden“ zu etablieren versuchte. Der Zusammenschluss weckte Befürchtungen einer Unterwanderung des Judentums wie auch einer Ausgrenzung der in Israel lebenden arabischen Christen bei den Kirchen. In Europa vertrat Poljak danach eine Art eschatologischen Zionismus, der den Staat Israel als Zeichen der nahen Endzeit und Heimstatt für alle Juden zu verkünden suchte, aber auch unter europäischen Judenchristen überwiegend auf Ablehnung stieß.
In den 1960er Jahren entstanden unter der akademischen Jugend in den USA zahlreiche judenchristliche Gruppen ohne festgelegte Formen und Normen (Jews for Jesus). Eine wirkliche Heimat haben diese Gruppen vielfach weder in den Kirchen noch im Judentum gefunden. Etwa seit Anfang der 1980er Jahre entstehen vermehrt auch in Europa „jüdisch-messianische“ Gemeinden, die sich als Freikirchen vorwiegend dem evangelikalen Spektrum zuordnen, teilweise charismatisch geprägt sind und eine umstrittene Judenmission unter Immigranten betreiben.
Auf den Identitätskonflikt christlicher Deutscher jüdischer Herkunft machte 1996 der Psychologe Franklin A. Oberlaender aufmerksam.
Die Frage eines eigenständigen Judenchristentums außerhalb des evangelikalen Bereichs ist weiter offen. Ein Versuch einer gültigen Ortsbestimmung könnten die 1956 in Bossey ausgearbeiteten Thesen der 1881/82 gegründeten International Hebrew Christian Alliance (IHCA) sein:

„Der aus dem Judentum kommende Christ dient der Kirche als ein ständiger Hinweis auf die Treue Gottes zu den Verheißungen seines Bundes, und er dient dem jüdischen Volk als lebendiger Hinweis auf die Rettung, die Gottes allmächtige Kraft durch Jesus Christus bewirkt.“